# Caryanda wulingshana
Caryanda wulingshana är en insektsart som beskrevs av Fu, Peng och Z. Zheng 1994. Caryanda wulingshana ingår i släktet Caryanda och familjen gräshoppor. Inga underarter finns listade i Catalogue of Life.